# 扎霍尼区
扎霍尼区（匈牙利語：Záhonyi járás），是匈牙利索博尔奇-索特马尔-拜赖格州的一个区，总面积145.95平方公里，总人口18,963人（2011年），人口密度130人/平方公里。中心城市为扎霍尼。

## 市镇
扎霍尼区包含两个城镇、一个大村和8个村庄。